# Mischocarpus hainanensis
Mischocarpus hainanensis är en kinesträdsväxtart som beskrevs av Hsien Shui Lo. Mischocarpus hainanensis ingår i släktet Mischocarpus och familjen kinesträdsväxter. Inga underarter finns listade i Catalogue of Life.